# Luch (Krasnodar)
Luch (del ruso: Луч) es un posiólok del raión de Labinsk del krai de Krasnodar, en el sur de Rusia. Está situado en el borde septentrional del Gran Cáucaso, en la orilla derecha del arroyo Griaznuja, que lo es del río Labá, tributario del Kubán, 8 km al este de Labinsk y 153 km al sureste de Krasnodar, la capital del krai. Tenía 259 habitantes en 2010
Es cabeza del municipio Luchevoye, al que pertenecen asimismo Novolabinski, Mirni y Sokolijin. El municipio contaba en total con 1 260 habitantes.

## Historia
El municipio fue creado el 19 de febrero de 1988, reuniendo a varias localidades cercanas entre sí que pertenecían al sovjós Labinski.

## Economía
La principal actividad económica es la agricultura.

## Servicios sociales
En el municipio hay dos escuelas, clubes de cultura rural, tres zonas deportivas y tres puntos médicos.